# Congé parental en Belgique
Le congé parental est une mesure de politique familiale qui consiste en un congé institué dans de nombreux pays qu'un salarié peut prendre pour l'éducation de son ou de ses enfants. Ce congé qui peut varier de quelques mois à quelques années en général suspend le contrat de travail et n'est souvent pas rémunéré.

## Belgique
En Belgique dans le secteur privé, chaque travailleur a le droit de prendre un congé parental. Ces règles sont également applicables au personnel statutaire et contractuel des provinces, des communes, des agglomérations et des fédérations de communes; les établissements publics et associations de droit public qui dépendent de ces pouvoirs sont également autorisés à appliquer les dispositions à leur personnel.

### Principe
Pour prendre soin de son enfant, le travailleur peut bénéficier d'une des formes suivantes de congé parental:
- Soit chaque travailleur (occupé à temps plein ou à temps partiel) peut pendant une période de quatre mois suspendre complètement l'exécution de son contrat de travail; la période de quatre mois peut au choix du travailleur être fractionnée par mois;

- Soit chaque travailleur occupé à temps plein peut pendant une période de huit mois réduire ses prestations à mi-temps. La période de huit mois peut, au choix du travailleur, être fractionnée en mois. Chaque demande doit cependant porter sur une période de deux mois ou un multiple de ce chiffre;

- Soit chaque travailleur à temps plein a le droit de réduire ses prestations de travail d'un cinquième pendant une période de 20 mois. Cette réduction des prestations peut, au choix du travailleur, être fractionnée en mois. Chaque demande doit cependant porter sur une période de cinq mois ou un multiple de ce chiffre.